# Luis Ignacio González
Luis Ignacio González Ledezma (ur. 28 czerwca 1980 w mieście Meksyk) – meksykański piłkarz występujący na pozycji środkowego pomocnika.

## Kariera klubowa
González pochodzi ze stołecznego miasta Meksyk i jest wychowankiem akademii juniorskiej tamtejszego zespołu Pumas UNAM. Do seniorskiej drużyny został włączony w wieku 18 lat z dużymi oczekiwaniami wobec jego osoby, po udanych występach w reprezentacjach młodzieżowych. W meksykańskiej Primera División zadebiutował 25 kwietnia 1999 w wygranym 2:1 spotkaniu z Monterrey, natomiast premierowego gola w najwyższej klasie rozgrywkowej strzelił 27 lutego 2000 w zremisowanej 2:2 konfrontacji z Pachucą. Od tamtego czasu przez następny rok utalentowany zawodnik był kluczowym graczem Pumas i czołowym strzelcem ekipy. W późniejszym czasie zaczął jednak zmagać się z nadwagą i nieskutecznością na boisku i mimo częstych szans gry od szkoleniowca Hugo Sáncheza nie potrafił już powrócić do dawnej formy.
Latem 2001 González został wypożyczony na półroczny okres do jednego z najbardziej utytułowanych klubów w kraju – Chivas de Guadalajara. Tam strzelił jednego gola w siedmiu ligowych meczach, po czym powrócił do Pumas. W sezonie Clausura 2004, swoim ostatnim w macierzystym zespole, wywalczył z Pumas mistrzostwo Meksyku, pozostając jednak wówczas rezerwowym graczem drużyny. Latem 2004 odszedł do drugoligowego San Luis FC, któremu już po upływie sezonu pomógł awansować do Primera División. W wiosennych rozgrywkach Clausura 2006 osiągnął z San Luis pierwszy poważny sukces w dziejach klubu – tytuł wicemistrzowski. Nie potrafił sobie jednak wywalczyć miejsca w wyjściowej jedenastce klubu i karierę zakończył w wieku 29 lat w drugoligowym Petroleros de Salamanca, zaraz po rozwiązaniu tej ekipy.

## Kariera reprezentacyjna
W 1997 roku González znalazł się w składzie reprezentacji Meksyku U–17 na Młodzieżowe Mistrzostwa Świata w Egipcie. Był wówczas podstawowym graczem kadry, rozgrywając wszystkie trzy mecze, za to Meksykanie nie zdołali wyjść z grupy. Dwa lata później został powołany do reprezentacji Meksyku U–20 na Mistrzostwa Świata w Nigerii. Tam wystąpił w pięciu meczach i zdobył dwie bramki – w zremisowanym 1:1 meczu fazy grupowej z Arabią Saudyjską i wygranej 4:1 konfrontacji 1/8 finału z Argentyną. Jego kadra narodowa ostatecznie odpadła w ćwierćfinale.
W seniorskiej reprezentacji Meksyku González zadebiutował 4 czerwca 2000 w zremisowanym 2:2 meczu z Irlandią, wchodzącym w skład towarzyskiego turnieju US Cup. W barwach pierwszej kadry narodowej wystąpił ogółem w pięciu spotkaniach, wszystkich sparingowych.